# Sokolniki
Sokolniki è un comune rurale polacco del distretto di Wieruszów, nel voivodato di Łódź.
Ricopre una superficie di 80,02 km² e nel 2004 contava 4 891 abitanti.